# Joseph Alexis Joye
Joseph Alexis Joye (* 18. April 1852 in Romont, Kanton Freiburg; † 1. März 1919 in Basel) war ein Schweizer Pädagoge, Theologe, Priester, Jugendseelsorger, Fotograf, Cineast und Filmpionier.

## Leben und Werk
Joye war der älteste Sohn des Jules und der Elisabeth, geborenen Perroud. Er besuchte die Sekundarschule in Romont und anschliessend in Freiburg das Kollegium St. Michael. 1869 trat er in den Jesuitenorden in Gorheim bei Sigmaringen ein. Während des Deutsch-Französischen Krieges arbeitete er als Novize im Lazarettdienst der deutschen Truppen.
In Maria Laach bei Bonn fing Joye 1871 ein Philosophiestudium an und setzte es nach seiner Ausweisung aus dem Deutschen Reich von 1872 bis 1874 in Bleijenbeek, Niederlande, fort. Anschliessend war er bis 1877 Erzieher im Kollegium von Tournai und betrieb von 1877 bis 1879 humanistische Studien in Wijnandsrade, Niederlande. In Ditton-Hall (England) studierte er Theologie und wurde dort 1882 zum Priester geweiht. Das Terziat erfolgte 1883 bis 1884 in der Nähe von Liverpool.
Im Saint Mary’s College in Canterbury bereitete sich Joye von 1884 bis 1885 auf die Seelsorge- und Predigttätigkeit vor. Als Pfarrvikar war er 1885 in Bern und während der Sommermonate als Kurgeistlicher in Interlaken tätig.
Joye wollte als Missionar nach Übersee, doch er wurde 1886 von seinen Oberen nach Basel geschickt, wo er in der Mission catholique sowie in den Pfarreien St. Clara und St. Marien als Priester arbeitete. In Basel wurde er ein erfolgreicher Jugendseelsorger und gründete das Waisenhaus Vincentianum, das Jugendheim Borromäum, den kaufmännischen Verein Merkuria und die katholische Abstinenten-Liga. Joye wirkte von 1907 bis 1911 und von 1915 bis 1918 als Superior der in der Schweiz tätigen Jesuiten. Von 1911 bis 1915 war er Provinzial der Deutschen Provinz.
Joye pflegte Kontakt zu Auguste Lumière und fotografierte für seine Unterrichtstätigkeit Bilder aus Büchern und Illustrierten auf Fotoplatten, die er selber präparierte und entwickelte. So kamen im Laufe der Jahre 16'000 handkolorierte Dias zustande, die er für Schule und Erwachsenenbildung einsetzte. 1901 drehte er seinen ersten Film in Basel, und ab 1905 zeigte er regelmässig Filme.
Seine letzte Ruhestätte fand Joye auf dem Jesuiten-Friedhof beim Lassalle-Haus.
Joye hinterliess eine bedeutende Sammlung von rund 2000 Filmen aus der Zeit der Jahrhundertwende, davon sind 1200 noch heute erhalten.
Stefan Bauberger hatte 1976 die Sammlung dem National Film Registry zur fachgerechten Restauration übergeben. Die Sammlung enthält Meilensteine der frühen Kinogeschichte, die man längst verloren glaubte.